# Диллинген-ан-дер-Донау
Диллинген-ан-дер-Донау (нем. Dillingen an der Donau) — город в Германии, районный центр, расположен в земле Бавария.
Подчинён административному округу Швабия. Входит в состав района Диллинген-ан-дер-Донау. Население составляет 18 215 человек (на 31 декабря 2010 года). Занимает площадь 75,59 км². Официальный код — 09 7 73 125.

## Фотографии

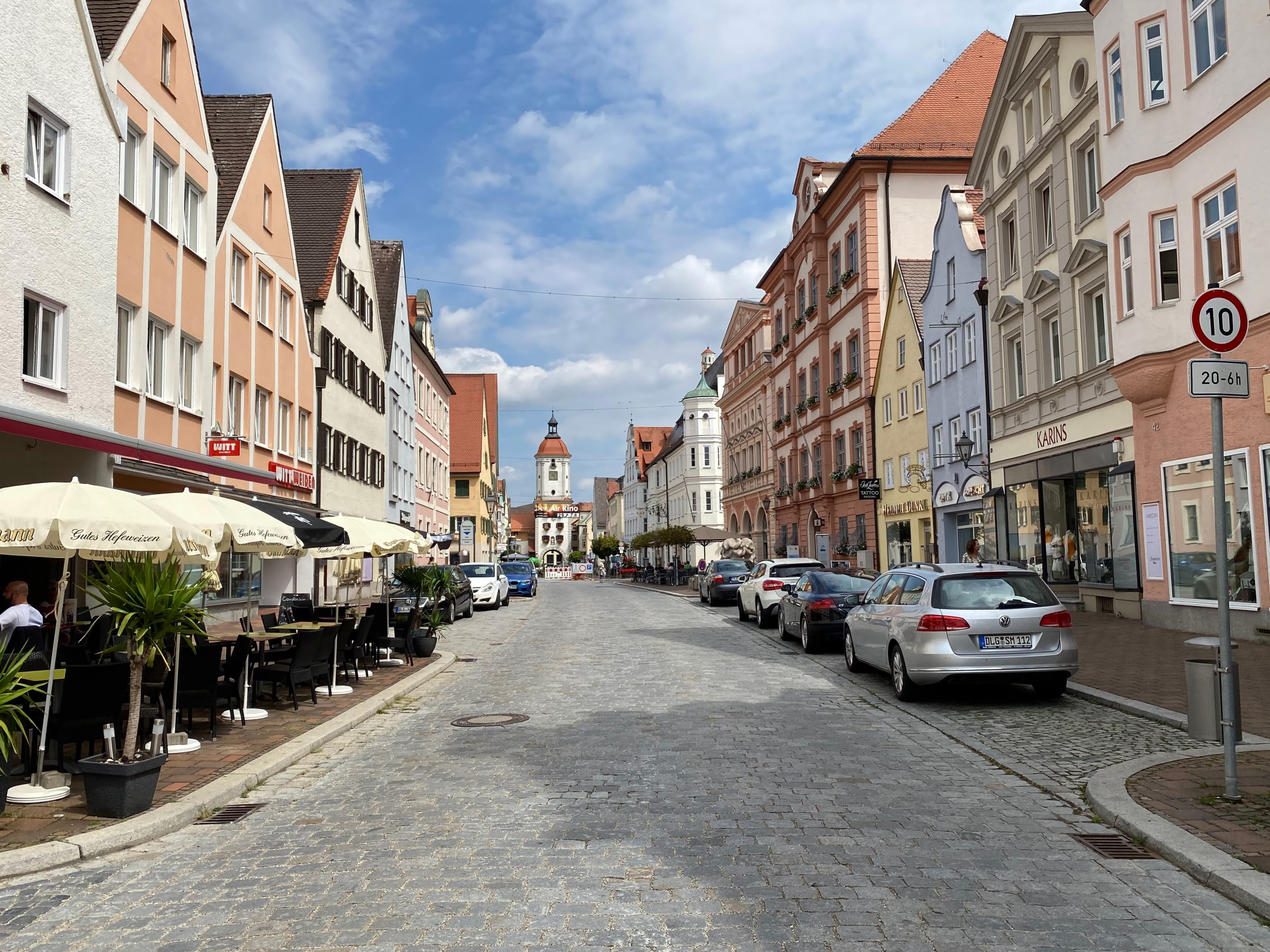
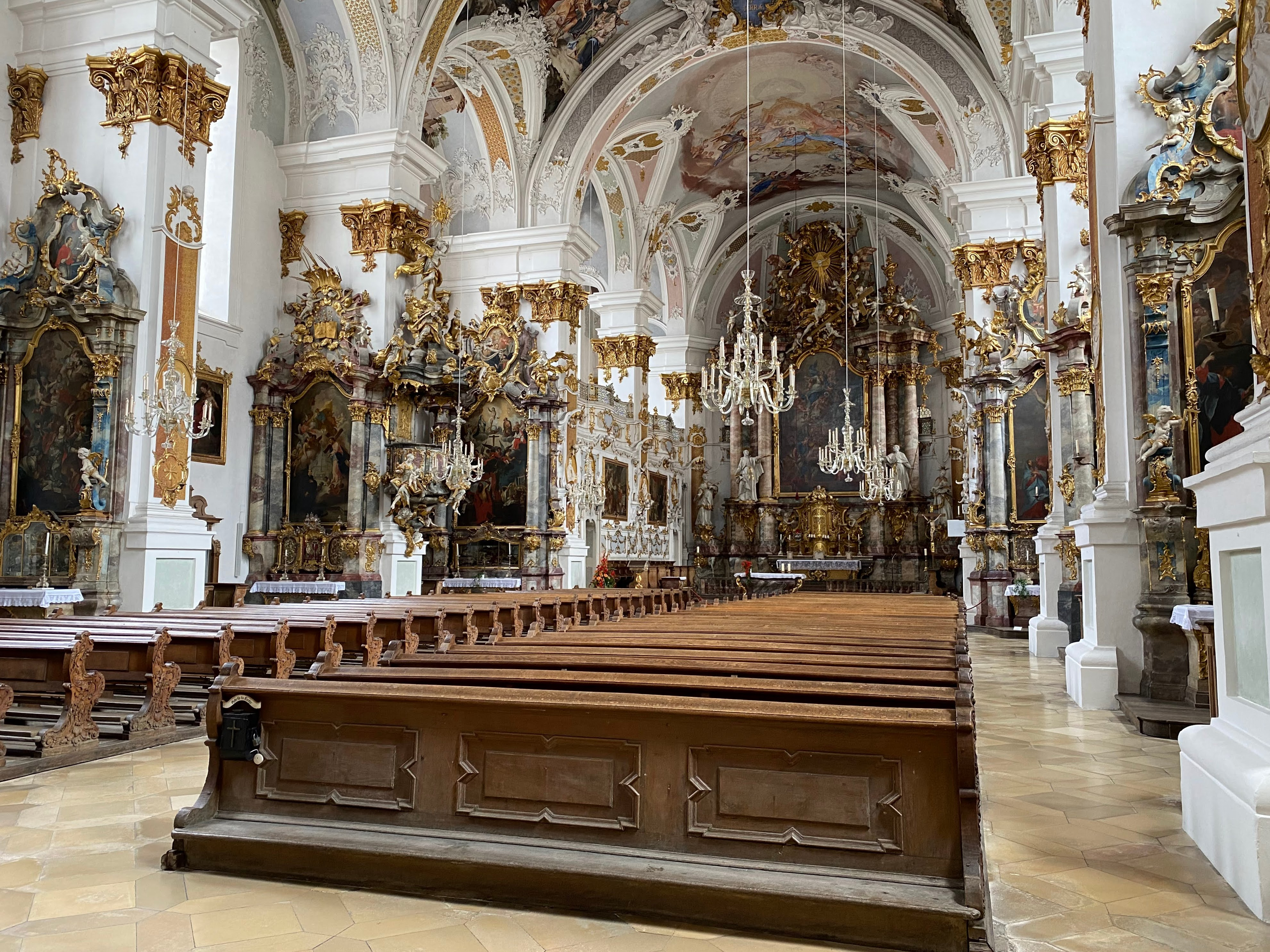
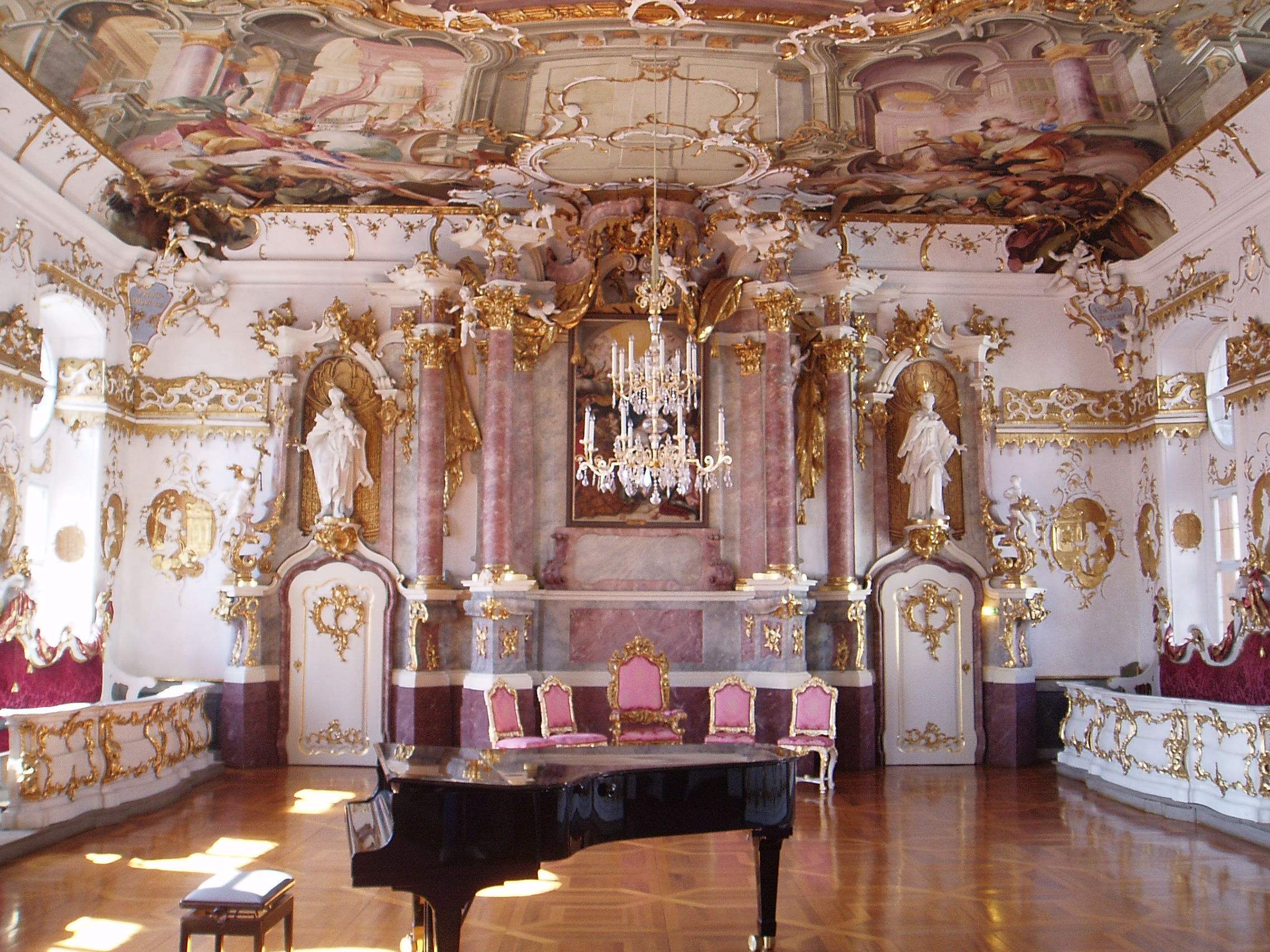